# Salecina

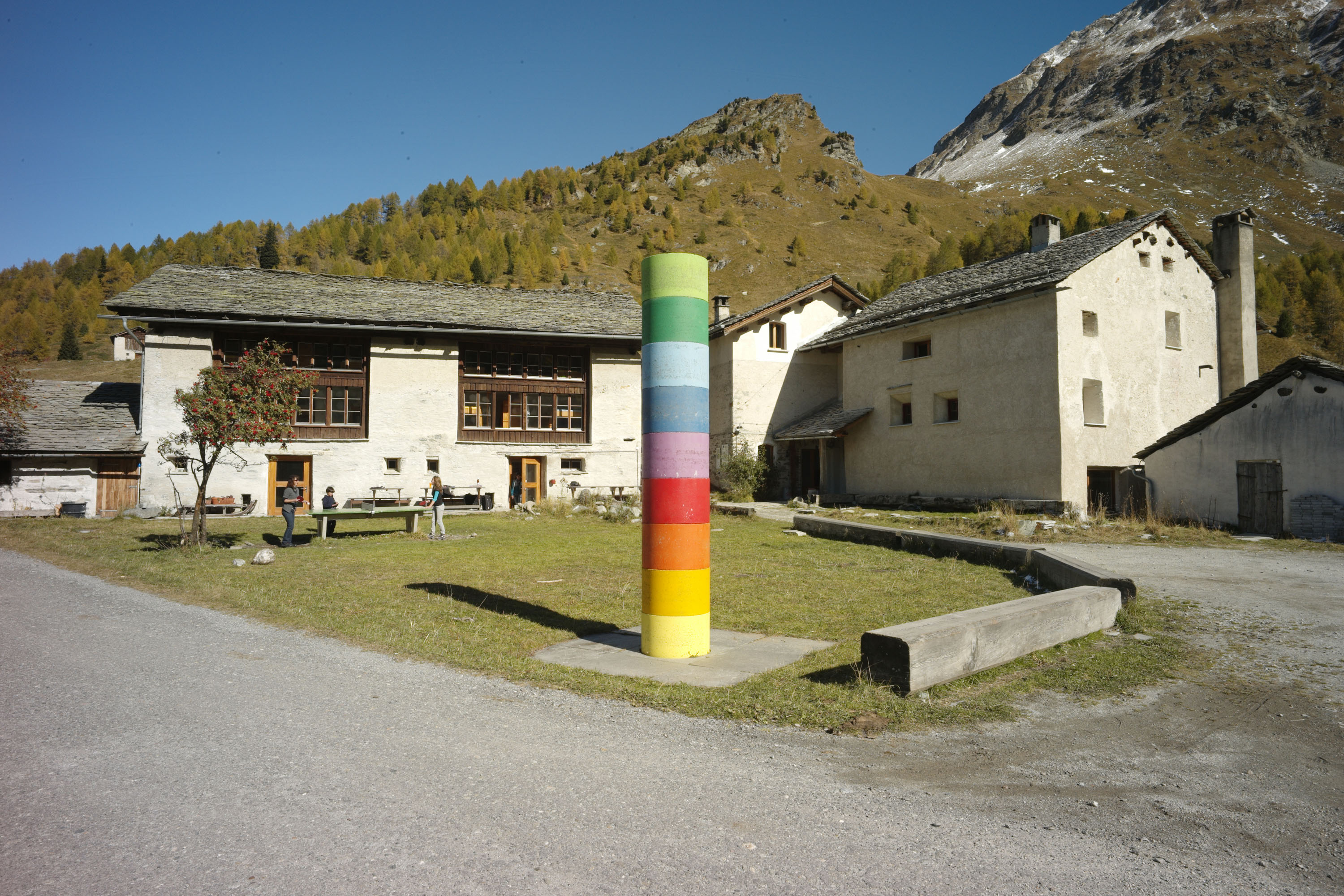
Salecina, im Vordergrund die Säule des Projektes Culur

Salecina ist ein Ferien- und Bildungszentrum in Maloja im Kanton Graubünden.

## Geschichte

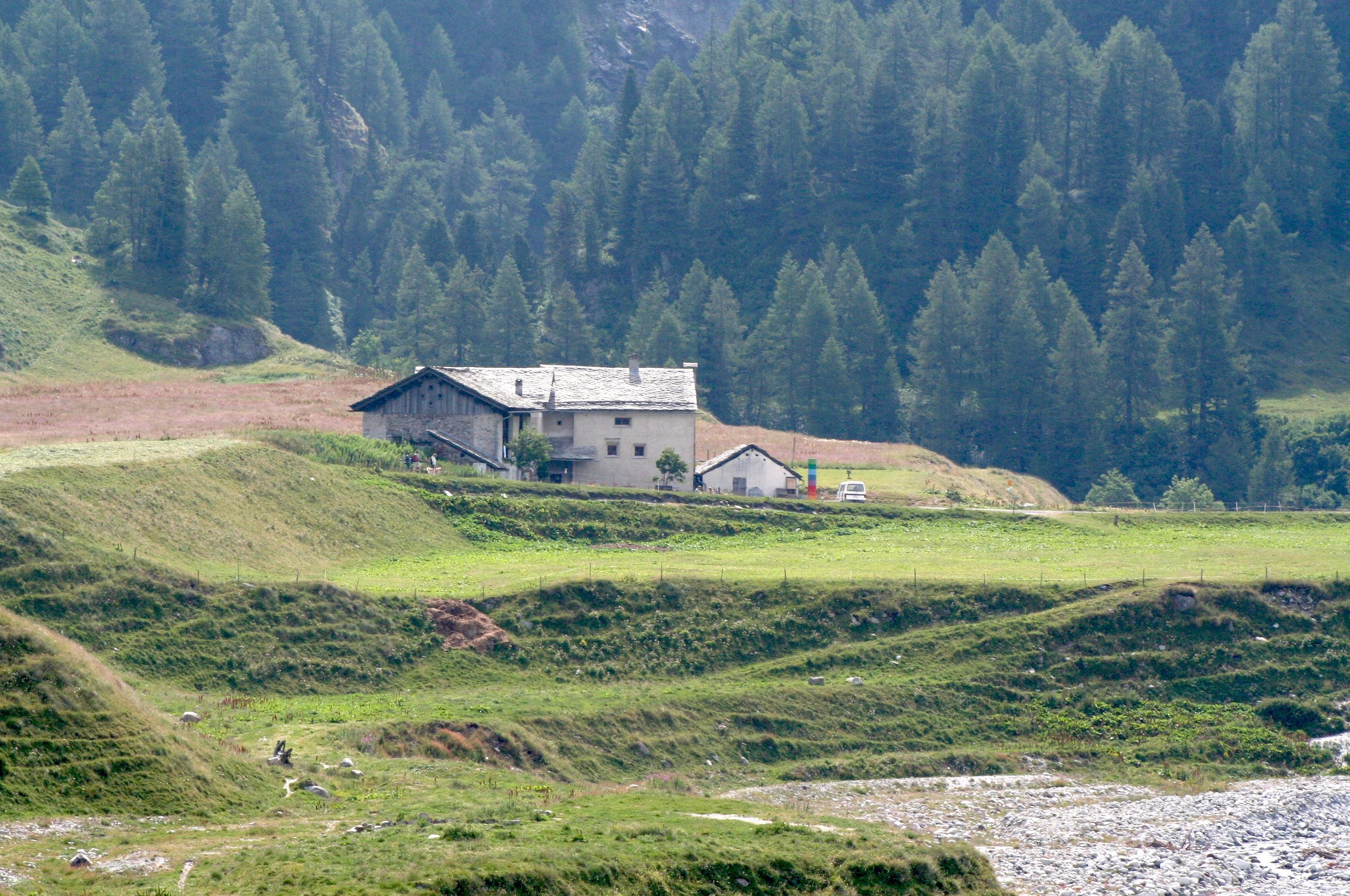
Salecina

### Gründungsjahre
Theo Pinkus und Amalie Pinkus gründeten im Jahre 1972 die Stiftung „Salecina“. Ziel der Stiftung war, Lehrlingen, Studenten und Leuten mit wenig Einkommen Ferien zu ermöglichen und Bildungsveranstaltungen durchzuführen. 1982 und 1983 wurde die Scheune zum Schlafhaus umgebaut und der Raum für die Seminare erweitert.
Ursprünglich gab es keinen Betriebsleiter, doch die Selbstverwaltung scheiterte. Es entstand ein Rat, der ab Mitte der 1970er-Jahre eine Betriebsleiterin für die Organisation des Betriebes anstellte.
In der Betriebsleitung sind heute vier Personen beschäftigt.

### Überwachung
Im Januar 1972 eröffneten die schweizerischen Behörden in Bern eine sogenannte Fiche (Karteikarte/Dossier) über Salecina. Bis 1989 wurden dreizehn Karten beidseitig mit knappen Zusammenfassungen der dazugehörenden Rapporte beschrieben.

### Ökonomischer Einfluss
Gemäss der ZEIT ist Salecina bis 1993 „zum beachtlichen Wirtschaftsfaktor“ „für die Gemeinde Maloja“ geworden. Wie die TAZ 2001 berichtete, hatte die Stiftung Schwierigkeiten, die zum ökonomischen Erhalt notwendige Besucherzahl von zehntausend pro Jahr zu erreichen.

### Kultur
Seit Sommer 1997 steht vor dem Haus und auf der nahegelegenen Staumauer die Kunstinstallation Culur des Schweizer Künstlers Gottfried Honegger.

## Öffentliche Wahrnehmung
Laut der ZEIT hat „bäuerliches Leben“ in Maloja „einer vielsprachigen Gesellschaft Platz gemacht, die von den Einheimischen immer noch argwöhnisch beäugt wird“. Dass Salecina ein sozialistisches Zentrum des sanften, naturverträglichen Tourismus sein wolle, sei eine Utopie, die anderswo längst unter die Räder gekommen sei.
Drei Leiterinnen wurden im Buch „Frauen und Berge“ von Florence Hervé porträtiert.